# ホシユタカ
ホシユタカは、1987年（昭和62年）に近畿中国四国農業研究センターによって育成されたイネ（稲）の品種。高アミロース米品種の一つ。旧系統名は「中国96号」。「中国55号」と「KC89」とを交配して育成された。
粒型は細長粒。近畿以西での栽培に適し、熟期は、関東では晩生の晩。強稈のため耐倒伏性は極強で、収量は多収である。
アミロース含有率は30%程度。炊飯米は硬く粘りが少ないため米飯用には向かないが、ピラフやパエリヤなどの調理用に向くほか、粒が煮崩れしにくい特徴からおかゆにも適している。また、他の品種に比べて草葉が多く繁るため、ホールクロップサイレージ用の飼料用米としても利用される。